# Ulster Grand Prix 1956
De Ulster Grand Prix 1956 was de vijfde Grand Prix van wereldkampioenschap wegrace in het seizoen 1956. De races werden verreden op 9- en 11 augustus 1956 op het Dundrod Circuit, een stratencircuit in County Antrim.

## Algemeen
In Ulster kwamen alle klassen aan de start: Op donderdag 9 augustus de 250cc-klasse en de 350 cc-klasse en op zaterdag 11 augustus de 125cc-, 500cc- en de zijspanklasse. De werelditels in de 125cc-klasse en de 250cc-klasse waren al beslist. In deze Grand Prix werden de 350cc- en de 500cc-wereldtitels beslist. Bij een ongeluk tijdens de 350cc-race kwam Derek Ennett om het leven.

## 500cc-klasse
De 500cc-klasse startte zonder de geblesseerde John Surtees. Geoff Duke reed de snelste ronde, maar viel uit. Toen ook Walter Zeller uitviel, was Surtees zeker van de wereldtitel. Ken Kavanagh weigerde met de Moto Guzzi Otto Cilindri te rijden en toen ook Arthur Wheeler, Bill Lomas en Reg Armstrong uitgevallen waren bleven er alleen nog Britse machines over. Het werd de laatste WK-overwinning voor Norton, met John Hartle als winnaar. Bob Brown werd met een Matchless G45 tweede voor Geoff Tanner.
| Pos | Coureur            | Merk      | Tijd       | Punten |
| --- | ------------------ | --------- | ---------- | ------ |
| 1   | John Hartle        | Norton    | 2:20"14'6  | 8      |
| 2   | Bob Brown          | Matchless | + 2"47'4   | 6      |
| 3   | Peter Murphy       | Matchless | + 2"48'4   | 4      |
| 4   | Geoff Tanner       | Norton    | + 3"29'6   | 3      |
| 5   | Wilf Herron        | Norton    | + 1 ronde  | 2      |
| 6   | Jack Brett         | Norton    | + 1 ronde  | 1      |
| 7   | Austin Carson      | Norton    | + 1 ronde  |        |
| 8   | Dave Chadwick      | Norton    | + 1 ronde  |        |
| 9   | Alan Trow          | Norton    | + 2 ronden |        |
| 10  | Angus Martin       | Matchless | + 2 ronden |        |
| 11  | Dennis Chapman     | Norton    | + 3 ronden |        |
| 12  | Stephen Murray     | Norton    | + 3 ronden |        |
| 13  | Ralph Rensen       | Norton    | + 3 ronden |        |
| 14  | Harry Turner       | Norton    | + 4 ronden |        |
| 15  | Des Sloan          | Norton    | + 4 ronden |        |
| 16  | William Roberton   | Matchless | + 4 ronden |        |
| 17  | Martin Brosnan     | BSA       | + 4 ronden |        |
| 18  | Harry Lowe         | BSA       | + 4 ronden |        |
| 19  | Stanley Williamson | Norton    | + 4 ronden |        |

| Coureur       | Merk       | Oorzaak |
| ------------- | ---------- | ------- |
| Walter Zeller | BMW        |         |
| Bill Lomas    | Moto Guzzi |         |
| Geoff Duke    | Gilera     | Val     |
| Reg Armstrong | Gilera     |         |

| Coureur          | Merk       | Oorzaak   |
| ---------------- | ---------- | --------- |
| Gerold Klinger   | BMW        |           |
| Keith Bryen      | Norton     |           |
| Keith Campbell   | Norton     |           |
| Ken Kavanagh     | Moto Guzzi | Weigering |
| Auguste Goffin   | Norton     |           |
| Ernst Hiller     | BMW        |           |
| Pierre Monneret  | Gilera     |           |
| Bob McIntyre     | Norton     |           |
| Derek Ennett (†) | Matchless  | Overleden |
| Dickie Dale      | Moto Guzzi |           |
| John Surtees     | MV Agusta  | Blessure  |
| Alfredo Milani   | Gilera     |           |
| Carlo Bandirola  | MV Agusta  |           |
| Libero Liberati  | Gilera     |           |
| Umberto Masetti  | MV Agusta  |           |
| Paul Fahey       | Matchless  |           |
| Eddie Grant (†)  | Norton     | Overleden |

### Top tien tussenstand 500cc-klasse
| Pos | Coureur                       | Merk      | Ptn |
| --- | ----------------------------- | --------- | --- |
| 1   | John Surtees (wereldkampioen) | MV Agusta | 24  |
| 2   | Walter Zeller                 | BMW       | 15  |
| 3   | John Hartle                   | Norton    | 14  |
| 4   | Umberto Masetti               | MV Agusta | 9   |
| 5   | Pierre Monneret               | Gilera    | 8   |
| 5   | Reg Armstrong                 | Gilera    | 8   |
| 7   | Eddie Grant (†)               | Norton    | 6   |
| 7   | Bob Brown                     | Matchless | 6   |
| 9   | Jack Brett                    | Norton    | 5   |
| 10  | Keith Bryen                   | Norton    | 4   |
| 10  | Peter Murphy                  | Matchless | 4   |

## 350cc-klasse
Met zijn overwinning stelde Bill Lomas zijn wereldtitel zeker. Dickie Dale werd tweede en John Hartle, de latere winnaar van de 500cc-race, werd derde. Tijdens de race miste Derek Ennett de S-bocht, raakte een talud en daarna een telegraafpaal. Hij was op slag dood. Het was waarschijnlijk zijn eerste race met een Moto Guzzi Monocilindrica 350.
| Pos | Coureur      | Merk       | Tijd      | Punten |
| --- | ------------ | ---------- | --------- | ------ |
| 1   | Bill Lomas   | Moto Guzzi | 2:03"14'4 | 8      |
| 2   | Dickie Dale  | Moto Guzzi |           | 6      |
| 3   | John Hartle  | Norton     |           | 4      |
| 4   | Jack Brett   | Norton     |           | 3      |
| 5   | Peter Murphy | AJS        |           | 2      |
| 6   | Bob Brown    | AJS        |           | 1      |

| Coureur        | Merk       | Oorzaak |
| -------------- | ---------- | ------- |
| Ken Kavanagh   | Moto Guzzi |         |
| Cecil Sandford | DKW        |         |
| Derek Ennett   | Moto Guzzi | Val (†) |

| Coureur         | Merk      | Oorzaak   |
| --------------- | --------- | --------- |
| John Surtees    | MV Agusta | Blessure  |
| Eddie Grant (†) | Norton    | Overleden |

| Coureur         | Merk      |
| --------------- | --------- |
| August Hobl     | DKW       |
| Hans Bartl      | DKW       |
| Karl Hofmann    | DKW       |
| Alan Trow       | Norton    |
| Bob Matthews    | Norton    |
| Libero Liberati | Gilera    |
| Roberto Colombo | MV Agusta |
| Umberto Masetti | MV Agusta |

### Top tien tussenstand 350cc-klasse
| Pos | Coureur                     | Merk           | Ptn |
| --- | --------------------------- | -------------- | --- |
| 1   | Bill Lomas (wereldkampioen) | Moto Guzzi     | 24  |
| 2   | August Hobl                 | DKW            | 16  |
| 3   | John Surtees                | MV Agusta      | 14  |
| 4   | Cecil Sandford              | DKW            | 13  |
| 5   | Dickie Dale                 | Moto Guzzi     | 11  |
| 6   | Ken Kavanagh                | Moto Guzzi     | 10  |
| 7   | John Hartle                 | Norton         | 8   |
| 8   | Derek Ennett (†)            | AJS/Moto Guzzi | 6   |
| 9   | Karl Hofmann                | DKW            | 3   |
| 9   | Hans Bartl                  | DKW            | 3   |
| 9   | Jack Brett                  | Norton         | 3   |

## 250cc-klasse
Carlo Ubbiali viel uit nadat hij al de snelste ronde had gereden, maar hij was al als wereldkampioen aan de race begonnen. Luigi Taveri verstevigde zijn tweede plaats in de ranglijst door te winnen voor Sammy Miller met een NSU Sportmax-productieracer en Arthur Wheeler met de Moto Guzzi Bialbero 250. Maurice Büla, de bakkenist van Florian Camathias, werd met een NSU Sportmax zesde.
| Pos | Coureur        | Merk       | Tijd      | Punten |
| --- | -------------- | ---------- | --------- | ------ |
| 1   | Luigi Taveri   | MV Agusta  | 1:07"02'4 | 8      |
| 2   | Sammy Miller   | NSU        |           | 6      |
| 3   | Arthur Wheeler | Moto Guzzi |           | 4      |
| 4   | Bob Coleman    | NSU        |           | 3      |
| 5   | Bill Maddrick  | Moto Guzzi |           | 2      |
| 6   | Maurice Büla   | NSU        |           | 1      |

| Coureur       | Merk      | Oorzaak |
| ------------- | --------- | ------- |
| Carlo Ubbiali | MV Agusta |         |

| Coureur           | Merk       |
| ----------------- | ---------- |
| Bob Brown         | NSU        |
| František Bartoš  | ČZ         |
| Jiří Koštír       | ČZ         |
| Hans Baltisberger | NSU        |
| Horst Kassner     | NSU        |
| Roland Heck       | NSU        |
| Jean-Pierre Bayle | NSU        |
| Alano Montanari   | Moto Guzzi |
| Enrico Lorenzetti | Moto Guzzi |
| Remo Venturi      | MV Agusta  |
| Roberto Colombo   | MV Agusta  |
| Kees Koster       | NSU        |
| Lo Simons         | NSU        |

### Top tien tussenstand 250cc-klasse
| Pos | Coureur                        | Merk       | Ptn |
| --- | ------------------------------ | ---------- | --- |
| 1   | Carlo Ubbiali (wereldkampioen) | MV Agusta  | 32  |
| 2   | Luigi Taveri                   | MV Agusta  | 26  |
| 3   | Roberto Colombo                | MV Agusta  | 9   |
| 3   | Horst Kassner                  | NSU        | 9   |
| 5   | Hans Baltisberger              | NSU        | 7   |
| 6   | Sammy Miller                   | NSU        | 6   |
| 7   | Arthur Wheeler                 | Moto Guzzi | 5   |
| 8   | Enrico Lorenzetti              | Moto Guzzi | 4   |
| 8   | Remo Venturi                   | MV Agusta  | 4   |
| 10  | Kees Koster                    | NSU        | 3   |
| 10  | Bob Coleman                    | NSU        | 3   |

## 125cc-klasse
Aanvankelijk kende de 125cc-klasse in Ulster acht deelnemers en dat waren er al veel, alleen in de Ulster GP van '53 waren er meer geweest: negen. Luigi Taveri besloot echter niet te starten, waardoor er nog maar zeven deelnemers waren. Daarvan reden er slechts twee daadwerkelijk over de finish: Carlo Ubbiali en Romolo Ferri. Nog drie anderen hadden genoeg ronden afgelegd om in elk geval geklasseerd te worden.
| Pos | Coureur       | Merk      | Tijd      | Punten |
| --- | ------------- | --------- | --------- | ------ |
| 1   | Carlo Ubbiali | MV Agusta | 1:05"55'0 | 8      |
| 2   | Romolo Ferri  | Gilera    |           | 6      |
| 3   | Bill Webster  | MV Agusta |           | 4      |
| 4   | Bill Maddrick | MV Agusta |           | 3      |
| 5   | Frank Cope    | MV Agusta |           | 2      |

| Coureur      | Merk      | Oorzaak |
| ------------ | --------- | ------- |
| Luigi Taveri | MV Agusta |         |

| Coureur            | Merk      |
| ------------------ | --------- |
| František Bartoš   | ČZ        |
| Václav Parus       | ČZ        |
| August Hobl        | DKW       |
| Karl Hofmann       | DKW       |
| Enrico Sirera      | Montesa   |
| Francisco González | Montesa   |
| Marcello Cama      | Montesa   |
| Pierre Monneret    | Gilera    |
| Cecil Sandford     | Mondial   |
| Dave Chadwick      | LEF       |
| John Grace         | Montesa   |
| Fortunato Libanori | MV Agusta |
| Renato Sartori     | Mondial   |
| Sandro Artusi      | Ducati    |
| Tarquinio Provini  | Mondial   |

### Top tien tussenstand 125cc-klasse
| Pos | Coureur                        | Merk      | Ptn     |
| --- | ------------------------------ | --------- | ------- |
| 1   | Carlo Ubbiali (wereldkampioen) | MV Agusta | 32 (38) |
| 2   | Romolo Ferri                   | Gilera    | 14      |
| 3   | Fortunato Libanori             | MV Agusta | 9       |
| 4   | Luigi Taveri                   | MV Agusta | 8       |
| 5   | Marcello Cama                  | Montesa   | 6       |
| 5   | August Hobl                    | DKW       | 6       |
| 7   | Francisco González             | Montesa   | 4       |
| 7   | Karl Hofmann                   | DKW       | 4       |
| 7   | Pierre Monneret                | Gilera    | 4       |
| 7   | Cecil Sandford                 | Mondial   | 4       |
| 7   | Tarquinio Provini              | Mondial   | 4       |
| 7   | Bill Webster                   | MV Agusta | 4       |

## Zijspanklasse
De zijspanrace in Ulster was nogal saai. Cyril Smith viel al kort na de start stil, terwijl Wilhelm Noll aan de leiding ging en die niet meer afstond. Op de tweede plaats lag Pip Harris en Fritz Hillebrand was aanvankelijk derde, maar viel al in de eerste ronde uit, waardoor Florian Camathias die positie overnam. Een korte regenbui veroorzaakte nog wat schuivers, maar vooraan veranderde niets meer. Door hun overwinning namen Wilhelm Noll/Fritz Cron de WK-leiding weer over van Fritz Hillebrand/Manfred Grunwald.
| Pos | Coureur           | Bakkenist     | Merk   | Tijd    | Punten |
| --- | ----------------- | ------------- | ------ | ------- | ------ |
| 1   | Wilhelm Noll      | Fritz Cron    | BMW    | 56"24'0 | 8      |
| 2   | Pip Harris        | Ray Campbell  | Norton |         | 6      |
| 3   | Florian Camathias | Maurice Büla  | BMW    |         | 4      |
| 4   | Frank Taylor      | Ron Taylor    | Norton |         | 3      |
| 5   | Bill Beevers      | Jeff Mundy    | Norton |         | 2      |
| 6   | Jack Wijns        | Mick Woollett | BMW    |         | 1      |

| Coureur          | Merk             | Oorzaak |
| ---------------- | ---------------- | ------- |
| Fritz Hillebrand | Manfred Grunwald | BMW     |
| Cyril Smith      | Stanley Dibben   | Norton  |

| Coureur          | Bakkenist          | Merk   |
| ---------------- | ------------------ | ------ |
| Bob Mitchell     | Eric Bliss         | Norton |
| Helmut Fath      | Emil Ohr           | BMW    |
| Loni Neußner     | Dieter Hess        | BMW    |
| Walter Schneider | Hans Strauß        | BMW    |
| Jacques Drion    | Inge Stoll-Laforge | BMW    |
| Bill Boddice     | William Storr      | Norton |
| Ernie Walker     | Dun Roberts        | Norton |
| Jackie Beeton    | Les Nutt           | Norton |
| Albino Milani    | Rossano Milani     | Gilera |

### Top tien tussenstand zijspanklasse
| Pos | Coureur           | Bakkenist        | Merk   | Ptn |
| --- | ----------------- | ---------------- | ------ | --- |
| 1   | Wilhelm Noll      | Fritz Cron       | BMW    | 30  |
| 2   | Fritz Hillebrand  | Manfred Grunwald | BMW    | 25  |
| 3   | Pip Harris        | Ray Campbell     | Norton | 18  |
| 4   | Bob Mitchell      | Eric Bliss       | Norton | 10  |
| 5   | Cyril Smith       | Stanley Dibben   | Norton | 6   |
| 5   | Helmut Fath       | Emil Ohr         | BMW    | 6   |
| 5   | Florian Camathias | Maurice Büla     | BMW    | 6   |
| 8   | Bill Boddice      | William Storr    | Norton | 4   |
| 9   | Walter Schneider  | Hans Strauß      | BMW    | 3   |
| 9   | Frank Taylor      | Ron Taylor       | Norton | 3   |

1922 · 1923 · 1924 · 1925 · 1926 · 1927 · 1928 · 1929 · 1930 · 1931 · 1932 · 1933 · 1934 · 1935 · 1936 · 1937 · 1938 · 1939 · 1946 · 1947 · 1948 · 1949 · 1950 · 1951 · 1952 · 1953 · 1954 · 1955 · 1956 · 1957 · 1958 · 1959 · 1960 · 1961 · 1962 · 1963 · 1964 · 1965 · 1966 · 1967 · 1968 · 1969 · 1970 · 1971 · 1973 · 1974 · 1975 · 1976 · 1977 · 1978 · 1979 · 1980 · 1981 · 1982 · 1983 · 1984 · 1985 · 1986 · 1988 · 1989 · 1990 · 1991 · 1992 · 1993 · 1994 · 1995 · 1996 · 1997 · 1998 · 1999 · 2000 · 2001 · 2002 · 2003 · 2004 · 2005 · 2006 · 2007 · 2008 · 2009 · 2010 · 2011 · 2012 · 2013 · 2014 · 2015